# Експлуатаційна колона

Експлуатаційна колона (рос. эксплуатационная колонна; англ. flow tubing, flow string; нім. Produktionsrohrtour f, Förderrohrtour f) — елемент конструкції свердловини — остання внутрішня обсадна колона труб, яка призначена для ізоляції стінок свердловини від проникних горизонтів і виконує роль довготривалого герметичного каналу, всередині якого по ліфтових трубах транспортується на поверхню пластовий флюїд. Кінцевий елемент експлуатаційної колони — лайнер (фільтр).